# Мікронезійські мови
Мікронезі́йські мо́ви — генетична група мов, що відноситься до океанської гілки австронезийських мов. Поширені в Мікронезії: в Федеративних Штатах Мікронезії, на Маршаллових Островах, в Науру, Кірибаті і в Республіці Палау. Загальне число носіїв близько 300 тис. чол. (2005, оцінка), найбільші мови — Кірибаті (67 000 ос.), трукська (46 000 ос.) та маршальська (44 000 ос.) мови.
Включають 18 мов. Нижче дається їх класифікація за Лінчем:
- Науруанська мова
- Ядерні (власне) мікронезійські мови
  - Кусайе мова — о. Куса, на крайньому сході Федеральних Штатів Мікронезії
  - Центральномікронезійскі мови
    - Кірибаті (гільбертська),
      - Банаба

    - Західномікронезійські мови
      - Маршальська мова — Маршаллові Острови
      - Понпейсько-трукські мови
        - Понпейські мови (понапеанські)
          - Понпейська мова (Понапе)
          - Мокільська мова
          - Пінгелапська мова

        - Трукські мови
          - Трукська мова (Чуук)
          - Мортлокська мова
          - Улітійська мова
          - Сатавальсько-каролінська мова
          - волеаі
          - Пулуватська мова
          - Паафангська мова
          - Намонуітська мова
          - Мапійська мова (мапія) — вимерла, Індонезія
          - Сонсорольскій мова — Палау
          - Тобійська мова — Палау

Поділ пра-мікронезійської на окремі мови почалося на поч. 1-го тис. до н. е. після заселення океанійцями Мікронезії.
Не все корінне населення Мікронезії (мікронезійці) говорять на мікронезійських мовах. Деякі мови, поширені в межах Мікронезії, не належать до числа мікронезійських мов, хоча віддалено споріднені їм. Мови чаморро і палау — західно-індонезійські. Мова яп, хоча і відноситься до Океанської гілки, але близького споріднення з мікронезійськими мовами не виявляє. Мови капінгамарангі і нукуоро, на яких говорять на однойменних атолах на південному сході Федеративних Штатів Мікронезії, — полінезійські.

## Фонетика
У мікронезійських мовах досить проста система приголосних, які часто протиставляються за довготою — є лабіалізований mw, ngw, pw, kw. Більшість мов цієї групи, окрім мов Науру та Кірибаті, мають значну кількість фрикативних. Число коротких голосних коливається від 5 у мові Кірибаті до 12 у маршальській мові, протиставлення голосних за довготою є універсальним, причому в деяких описах число довгих перевищує число коротких. В усіх мікронезійських мовах сильно розвинені морфонологічні процеси.